# Клімат Косова

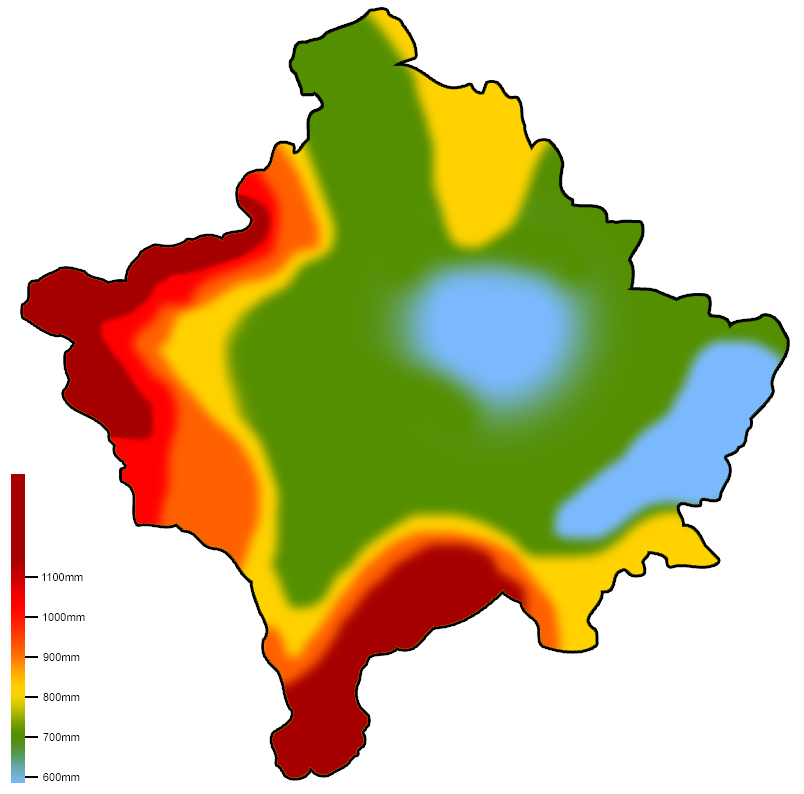
Карта річного випадання опадів

Частково визнана держава Республіка Косово займає відносно невелику територію. Однак через її географічне положення та складної структури рельєфу, клімат Косово досить різноманітний.
Косово лежить у південній частині середніх широт північної півкулі, і на нього впливає м'який середземноморський клімат і континентальний європейський клімат. Важливими факторами, що впливають на клімат в Косові, є: його положення по відношенню до Євразії і Африки, Атлантичний океан і Середземне море, повітряні маси (тропічні, арктичні і континентальні) та інші. Незначними факторами є: рельєф, гідрографія, рівнини і рослинність.

## Кліматичні області
Кліматична область долини річки Ібар знаходиться під впливом континентальних повітряних мас. З цієї причини в цій частині регіону більш холодні зими з середніми температурами близько -10 °C, іноді до -26 °C. Літо дуже спекотне, з середньою температурою 20 °C, іноді до 37 °C. Цей район характеризується сухим кліматом і загальньо річною кількістю опадів близько 600 мм на рік. Кліматична область Метохії, яка включає басейн річки Білий Дрин, сильно залежить від мас гарячого повітря, які приходять з Адріатичного моря. Середня температура взимку коливається від 0,5 °C до іноді 22,8 °C. Середньорічна кількість опадів у цій кліматичній області близько 700 мм. Зима характеризується сильними снігопадами. Кліматична область гірських і лісових регіонів характеризується типовим лісовим кліматом, який пов'язаний з рясними опадами (від 900 до 1300 мм на рік), а також влітку, яке дуже коротке й холодне, і зимами, які в основному холодні і з великою кількістю снігу. Територія Косова характеризується сонячним кліматом зі змінною температурою і вологістю.

## Температура повітря
У Косова існують суттєві відмінності в температурі повітря: східна сторона холодніше західної.
Середньорічна температура в Косові становить 9,5 °C. Найтеплішим місяцем є липень з 19,2 °C, найхолоднішим є січень з −1,3 °С. найвища середньорічна температура зафіксована в Прізрені (12 °C), найнижча температура у Подуєво (9 °C). Крім Прізрена і Витоку, всі інші метеостанції відзначають в січні середні температури нижче 0 °C.
Крім середніх значень температур, теплові характеристики Косова будуть краще зрозумілі при аналізі екстремальних значень. Максимальні значення на всіх метеорологічних станціях вище 35 °С, а абсолютний мінімум був зареєстрований 6 червня 1963 року в Г'їлані зі значенням −32,5 °C. на основі зведеної інформації, середня амплітуда середніх значень у Косові становить 20,5 °C, а амплітуда екстремальних значень становить 71,5 °C. У рівнинних частинах Косова тропічні дні зазвичай тривають близько 30 днів.
| Місто     | Висота н.р.м. | Січень | Лютий | Березень | Квітень | Травень | Червень | Липень | Серпень | Вересень | Жовтень | Листопад | Грудень | Рік  |
| --------- | ------------- | ------ | ----- | -------- | ------- | ------- | ------- | ------ | ------- | -------- | ------- | -------- | ------- | ---- |
| Печ       | 523           | 0.1    | 1.3   | 5.9      | 11.5    | 15.4    | 19.5    | 22.2   | 20.9    | 17.7     | 12.6    | 7.9      | 0.8     | 11.3 |
| Прізрен   | 436           | 1.4    | 3.1   | 7.8      | 12.9    | 16.8    | 21.1    | 23.7   | 22.8    | 19.3     | 14      | 9.3      | 2.5     | 12.9 |
| Мітровиця | 521           | −0.7   | 0.5   | 5.3      | 10.5    | 14.9    | 18.9    | 21.5   | 20.3    | 16.8     | 11.9    | 7.2      | 0.5     | 10.6 |
| Приштина  | 630           | −0.9   | 0.1   | 4.8      | 10.5    | 14.9    | 19.1    | 21.1   | 20      | 16.3     | 11.8    | 7.1      | 0.3     | 10.4 |

## Опади
У Косові спостерігаються всі форми опадів. Важливе значення мають опади в горах і долинах, а також рясні снігопади у високогірних районах, таких як Проклетіє і Шар-Планина. Трапляється в Косові також і град, що негативно позначається на сільському господарстві. Ця форма опадів здебільшого припадає на липень і серпень.
Незважаючи на відносно невелику територію Косова, між районами спостерігається помітні відмінності в кількості опадів. В Косові є два режими випадіння опадів: морський і средньоконтинентальный. На заході більше переважає морський режим опадів. Цей тип характерний великою кількістю опадів протягом року (понад 700 мм), максимальна кількість досягається в листопаді, максимальний — протягом літа. Східна частина регіону схильна до впливу середньоконтинентального режиму випадання опадів, який відомий низькою кількістю опадів протягом року (понад 600 мм), максимальною кількістю в травні і мінімумом в зимовий період. Найбільша кількість опадів випадає в західній частині гір Проклєтіє (понад 1750 мм), а найнижче кількість опадів спостерігається в східній частині — Косовська-Кам'яниця (менше 600 мм). Снігопад є звичайним явищем в холодні місяці року. У рівнинних частинах Косова сніг йде в середньому 26 днів у році, а в гірських частинах — більше 100 днів. Кількість снігових днів залежать від рельєфу.

## Вітри
Середня швидкість вітру в Косові становить 1,3 м/с в Печі до 2,4 м/с. Максимальні швидкості вітру складають близько 31 м/с, вони фіксуються в березні і квітні, і звичайно завдають шкоди будівлям.

## Інсоляція

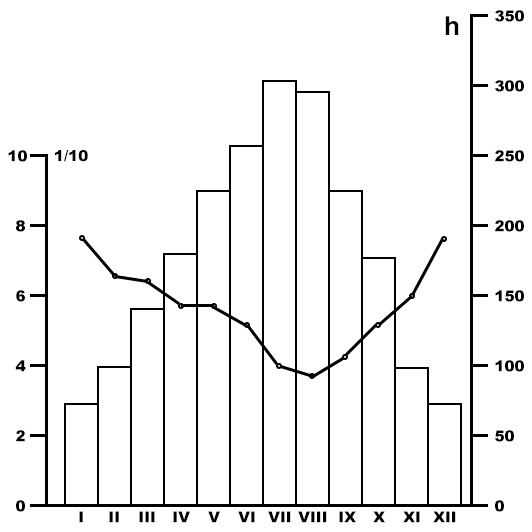
Графік інсоляції Косова

Інсоляція — це міра опромінення поверхні сонячним світлом за певний період часу. Вона є важливою кліматичною характеристикою. Період інсоляції залежить від астрономічних, метеорологічних і рельєфних факторів. Інсоляція менше у вузьких долинах, долинах річок і гірських хребтах.
Косово має в середньому 2066 годин сонця в рік або приблизно 5,7 години в день. Найвище значення інсоляції досягається в Пріштіні і складає 2140 годин у рік, а найменша — у містах Печ (1958 годин), Феріжай (2067 годин) і Прізрен (2099 годин). Максимальна інсоляція в Косові досягається в липні, а мінімальна — в грудні.